# Megapropodiphora arnoldi

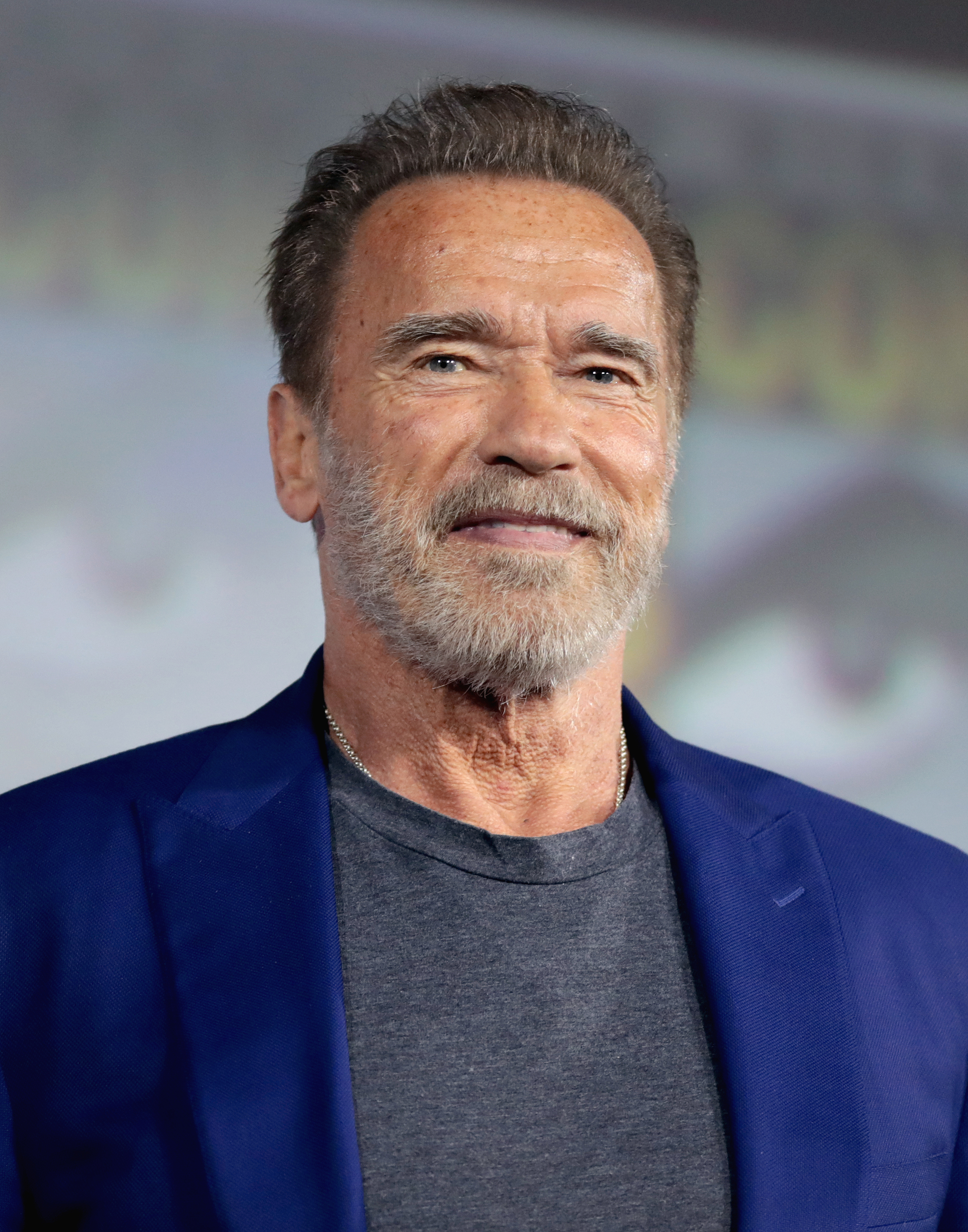
Арнольд Шварценеггер, в честь которого назван вид

Megapropodiphora arnoldi (лат.) — вид мух-горбаток (Phoridae), единственный в составе рода Megapropodiphora и самый мелкий среди всех представителей отряда двукрылые. Южная Америка: эндемик Бразилии (Амазонас: 12 км южнее Novo Airão). Назван в честь Арнольда Шварценеггера.

## Описание
Длина самки 0,395 мм (крылатый самец был повреждён при монтировке). Отличительная форма тела M. arnoldi, особенно относительно огромная голова, среднегрудь и скутеллюм, последний из которых покрывает большую часть брюшка, легко отделяют его от других описанных мух форид. Наиболее характерно то, что передние конечности чрезвычайно увеличены, тогда как средние и задние ноги уменьшены до небольших, возможно, рудиментарных остатков. Крылья также сильно уменьшенные до небольших рудиментов. Щупики большие, широкие с вершинными щетинками. Хоботок сильно уменьшен. Щечный край с немногочисленными щетинками. Лоб широкий, без дифференцированных щетинковидных щетинок; глаз сильно редуцирован до нескольких омматидий. Скутум сверху с короткими редкими щетинками. Скутеллюм с 2 парами крупных щетинок. Передние конечности (особенно передняя часть кокса), сильно увеличены; переднее бедро с тремя передневентральными щетинками. Средние и задние конечности сильно уменьшены, возможно, рудиментарные. Брюшко очень маленькое, покрыто щитком.
Биология неизвестна. Предположительно, как и близкие группы, мирмекофилы, паразитируют на муравьях. Личинки форид обычно развиваются внутри головы имаго муравьёв, питаясь мышцами, управляющими челюстями, и другими тканями. Наряду с Euryplatea nanaknihali это самые мелкие двукрылые насекомые.

## Этимология
Вид был описан в 2018 году американским диптерологом Брайаном Брауном (Brian Brown, Natural History Museum of Los Angeles County, Лос-Анджелес, США) и назван в честь Арнольда Шварценеггера из-за сходства его бицепсов и увеличенных передних конечностей Megapropodiphora arnoldi.